# Meziparlamentní unie

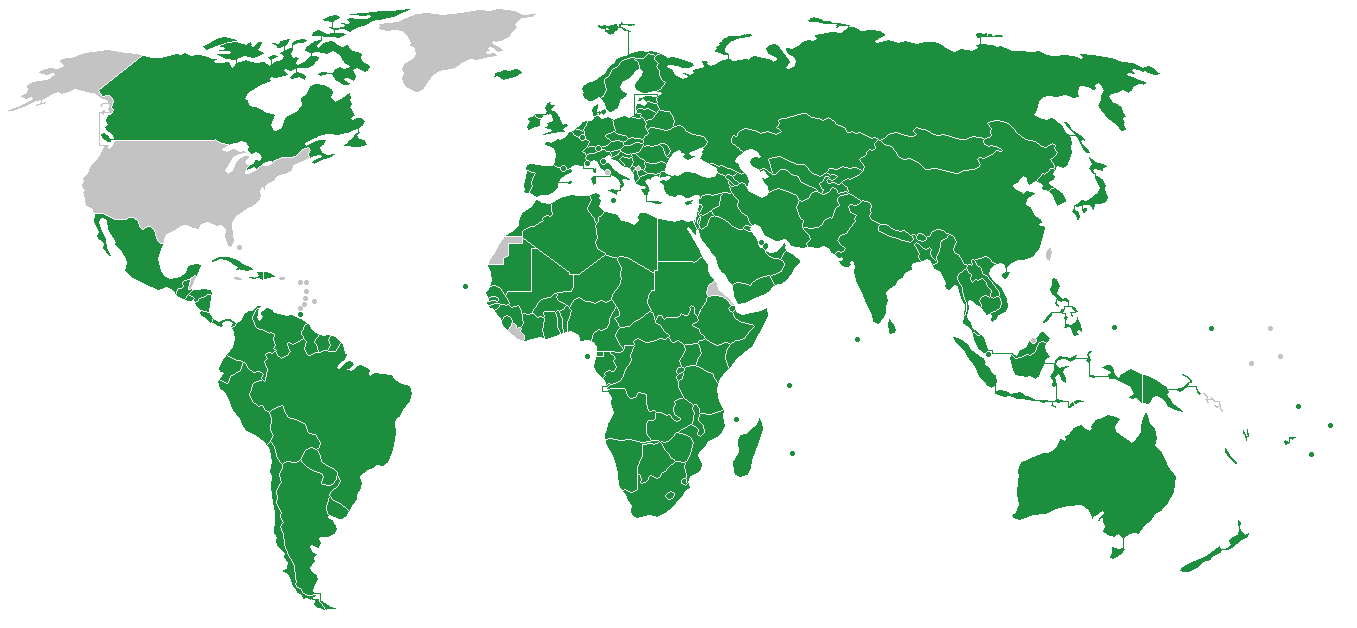
Mapa členských států (členové zeleně)

Meziparlamentní unie je mezinárodní organizace, jejímž cílem je zprostředkovávat kontakty a komunikaci mezi jednotlivými parlamenty světa. Založena byla roku 1889 a jejími tvůrci byli Francouz Frédéric Passy a Brit William Randal Creme. Původním záměrem bylo zprostředkovávat kontakt mezi jednotlivými poslanci parlamentů, ale časem se význam posunul ke kontaktům celých institucí, přesněji jejich vedení. Unie sídlí od roku 1921 ve švýcarské Ženevě (předtím sídlila v Bernu, Bruselu a Oslu) a v současnosti má 178 členů – národních parlamentů. Dalších 13 nadregionálních parlamentů má status přidruženého člena, včetně Evropského parlamentu. Unie je od roku 2002 pozorovatelem Valného shromáždění OSN. Zajímavostí je, že členem unie není parlament Spojených států.